# Romano-Guardini-Preis
Der Romano Guardini-Preis wurde 1970 von der von Romano Guardini mitbegründeten Katholischen Akademie in Bayern gestiftet. Die Preis-Medaille wurde von Max Faller gestaltet. Der Preis ist mit mittlerweile 10.000 Euro dotiert und wird inzwischen etwa alle zwei Jahre verliehen. Ausgezeichnet werden Persönlichkeiten, „die sich im umfassenden Sinne Romano Guardinis hervorragende Verdienste um die Interpretation von Zeit und Welt auf allen Gebieten des geistigen Lebens erworben haben“. Dabei wird nicht nach Konfession oder Nationalität unterschieden.

## Preisträger
- 1970 Karl Rahner SJ (1904–1984), Guardini-Lehrstuhlinhaber (Festvortrag Freiheit und Manipulation  in der Kirche; Laudatio: Franz Henrich)
- 1971 Hans Urs von Balthasar (1905–1988), katholischer Theologe (Festvortrag Wer ist der Mensch?; Laudatio: Franz Henrich)
- 1972 Oswald von Nell-Breuning SJ (1890–1991), katholischer Sozialethiker (Festvortrag Die katholische Soziallehre – Aufstieg, Niedergang, bleibendes Verdienst. Ein Rückblick auf ihre Leistung und ihr Versagen in acht Jahrzehnten; Laudatio: Franz Henrich)
- 1973 Werner Heisenberg (1901–1976), deutscher Physiker und Nobelpreisträger, Naturwissenschaftler (Festvortrag Naturwissenschaftliche und religiöse Wahrheit; Laudatio: Karl Rahner SJ)
- 1974 Carl Orff (1895–1982), Komponist (Laudatio: August Everding)
- 1975 Franz Büchner (1895–1991) (Festvortrag Leib und Verleiblichung in Biologie und Pathologie; Laudatio: August Wilhelm von Eiff)
- 1976 Shemaryahu Talmon (1920–2010) und Teddy Kollek (1911–2007), Jerusalemer Bürgermeister (Festvortrag Talmon: Jerusalem – Glaube und Geschichte; Kollek Jerusalem – Idee und Wirklichkeit; Laudationes: Ludger Oeing-Hanhoff und Günther Gillessen)
- 1978 Alfons Goppel (1905–1991), bayerischer Ministerpräsident (Festvortrag Politik als Anspruch und Versuch; Laudatio: Joseph Kardinal Ratzinger)
- 1980 Hermann Dietzfelbinger (1908–1984), evangelischer Landesbischof in Bayern (Festvortrag Dimensionen der Wahrheit; Laudatio: Paul-Werner Scheele)
- 1981 Josef Pieper (1904–1997), katholischer Philosoph, und Walter Dirks (1901–1991), katholischer Publizist (Festvortrag Josef Pieper: Guardinis gewaltlose Revolution und Dirks: Legitimationen zu schreiben und zu lehren; Laudatio: Ernst Tewes)
- 1982 Gemma Hinricher OCD (1932–1990), Priorin des Karmels Heilig Blut in Dachau; (Dankeswort; Festvortrag und Laudatio Joseph Kardinal Ratzinger: Interpretation – Kontemplation – Aktion. Überlegungen zum Auftrag einer Katholischen Akademie)
- 1984 Georg Meistermann (1911–1990), Künstler (Festvortrag Bemerkungen über Bilder; Laudatio: Hanna-Renate Laurien)
- 1985 Eugen Jochum (1902–1987), Dirigent (Dankeswort; Laudatio: Hans Maier)
- 1986 Franz Kardinal König (1905–2004), Wiener Erzbischof (Festvortrag Der unvollendete Mensch – unbehaust auch in unserer Zeit – zwischen Wissenschaft und Glaube; Laudatio: Wolfgang Wild, München)
- 1987 Richard von Weizsäcker (1920–2015), Bundespräsident (Festvortrag Wahrheit und Freiheit in der Politik; Laudatio: Friedrich Kardinal Wetter)
- 1989 Ernst Tewes (1908–1998), Münchner Weihbischof (Festvortrag Begegnungen mit Romano Guardini; Laudatio: Ernst Emmering)
- 1990 und 1991 keine Verleihung
- 1992 August Wilhelm von Eiff (1921–1998) (Laudatio: Franz Kardinal König)
- 1993 Joseph Rovan (1918–2004), französischer Journalist und Publizist (Festvortrag Reich – Nation – Europa. Eine Überlegung zur europäischen Geschichte; Laudatio: Gunthar Lehner)
- 1995 Władysław Bartoszewski (1922–2015), polnischer Außenminister, Historiker, Publizist und Menschenrechtler (Festvortrag Polen und Deutsche im neuen Europa; Laudatio: Karl Lehmann)
- 1997 Eugen Biser (1918–2014), katholischer Theologe und Religionsphilosoph; Guardini-Lehrstuhlinhaber
- 1999 Hans Maier (* 1931), Kultusminister und Guardini-Lehrstuhlinhaber (Laudatio: Wolfgang Frühwald, Germanist an der Uni München, ehem. Präsident der DFG)
- 2000 Albert Scharf (1934–2021), Intendant des Bayerischen Rundfunks
- 2002 Krzysztof Penderecki (1933–2020), polnischer Komponist und Dirigent (Laudatio: Albert Scharf)
- 2004 Ernst-Wolfgang Böckenförde (1930–2019), Staatsrechtler und Bundesverfassungsrichter a. D. (Festvortrag Wahrheit und Freiheit. Zur Weltverantwortung der Kirche heute; Laudatio: Erwin Teufel)
- 2006 Klaus Töpfer (1938–2024), Politiker und zuletzt Direktor des Umweltprogramms der Vereinten Nationen (Festvorträge: Klaus Töpfer Nächstenliebe in der Globalisation und Erzbischof Diarmuid Martin Umwelt und Bewahrung der Schöpfung aus der Sicht der katholischen Kirche)
- 2008 Lea Ackermann SMNDA (1937–2023), deutsche Ordensschwester (Festvortrag Das wahre Reden und das wahre Tun; Laudatio: Fritz Köster SAC)
- 2010 Tomáš Halík (* 1948), tschechischer Theologe, Soziologe und Religionsphilosoph (Laudatio: Karl zu Schwarzenberg)
- 2012 Nikolaus Harnoncourt (1929–2016), österreichischer Cellist, Dirigent und Musikschriftsteller (Laudatio: Philipp Harnoncourt)
- 2014 Karl Lehmann (1936–2018), Bischof von Mainz und Kardinal (Festvortrag Romano Guardini und Mainz; Laudatio: Jean Greisch)[2]
- 2018 Ottmar Edenhofer (* 1961), Ökonom und Klimaforscher
- 2022 Franz von Bayern (* 1933), Oberhaupt des Hauses Wittelsbach[3]

## Einzelbelege
1. ↑  Romano Guardini Preis (Memento des Originals vom 21. August 2014 im Internet Archive)  Info: Der Archivlink wurde automatisch eingesetzt und noch nicht geprüft. Bitte prüfe Original- und Archivlink gemäß Anleitung und entferne dann diesen Hinweis., abgerufen am 28. März 2013.
2. ↑  Akademie der Wissenschaften und der Literatur Mainz zur Verleihung, Meldung vom 18. März 2014
3. ↑   siehe Lebenslanges Engagement - Der Romano-Guardini-Preis 2022 geht an Herzog Franz von Bayern, Bericht auf Sueddeutsche.de vom 16. März 2022, abgerufen am 31. Oktober 2022